# Ceará
Il Ceará è uno Stato federato del Brasile, situato nella parte nord-orientale del paese e affacciato sulla costa atlantica. Lo Stato, che ha il 4,3% della popolazione brasiliana, genera solo il 2,1% del PIL brasiliano.

## Geografia fisica
Il Ceará presenta un ambiente naturale molto diversificato, con mangrovie, giungle, caatinga, foreste temperate, boscaglia e deserto (sertão). Nel complesso, comunque, il clima è caldo per gran parte dell'anno. La temperatura varia da 22 a 36 °C, con le minime che si raggiungono solo nelle zone montane dello Stato. La combinazione di un ambiente vario e un clima piacevole attrae dunque molti turisti (soprattutto eco-turisti).
Altra importante attrazione turistica è costituita dalle spiagge, che si susseguono numerose lungo la costa. Tra le più famose, vi sono Canoa Quebrada, Cumbuco, Jericoacoara, Morro Branco, Taíba e Flexeiras. Le spiagge, solitamente, vengono suddivise in due categorie, sulla base della loro posizione rispetto alla capitale Fortaleza: la Costa Solpoente e la Costa Solnascente (traducibili in italiano rispettivamente con "Costa di Ponente" e "Costa di Levante").

## Storia
Il Ceará venne colonizzato dai portoghesi a partire dalla metà del Seicento, periodo durante il quale l'attuale Brasile venne aspramente conteso tra Paesi Bassi e Portogallo.
Gli olandesi invasero l'area per due volte (1644 e 1654) ma, in entrambi i casi, vennero respinti dai coloni portoghesi. Tuttavia, prima di essere definitivamente scacciati, gli olandesi fondarono quella che oggi è la città di Fortaleza. Nel 1661 i Paesi Bassi cedettero formalmente i loro territori in Brasile alla corona portoghese, ponendo così fine alla contesa nella regione.
Durante le lotte per l'indipendenza del Brasile (1822), il Ceará fu luogo di violenti scontri e, in quanto roccaforte dei rivoltosi, venne duramente colpito dai lealisti.
Durante il regno di Dom Pedro II, il Ceará conobbe un grande sviluppo delle infrastrutture, come testimoniato sia dalla diffusione dell'illuminazione a gas sia da quella del telefono.
Nel 1960 la diga di Orós, comparabile in grandezza a quella di Assuan, ha rifornito il Ceará con gran parte della sua acqua, e nel 1995 iniziò la costruzione della gigantesca diga di Castanhão, che, una volta completata, sarà in grado di contenere 6,5 miliardi di m³ d'acqua.
A partire dal 2017, dopo dieci anni di lavori, inizierà la distribuzione dell'acqua proveniente dall'Asse Nord del progetto di trasposizione del fiume São Francisco, che promette di cambiare radicalmente le condizioni di vita nelle regioni del semiarido meridionali dello Stato.

## Società

### Lingue e dialetti
In tutta la regione è ufficiale la lingua portoghese, ma è diffuso anche il dialetto cearense (detto anche dialetto della costa nord).

## Bandiera

Bandiera del Ceará

La bandiera del Ceará è identica a quella del Brasile: l'unica differenza è data dalla sostituzione del cerchio blu che campeggia sulla bandiera della Federazione con lo stemma dello Stato di Ceará.

## Economia
Il Ceará, che fu a lungo uno Stato la cui economia si basava sull'agricoltura, conobbe un primo periodo di industrializzazione nel primo Novecento. Da quel momento, il settore industriale andò incontro a una continua espansione: nel 1994, l'industria contribuiva per il 35% al PIL dello Stato. Anche il turismo riveste una grande importanza, grazie alle varie bellezze del paesaggio (spiagge, cascate e foreste). La sola Fortaleza riceve in media mezzo milione di turisti ogni anno.
Il settore dei servizi è la componente principale del PIL al 56,7%, seguito dal settore industriale al 37,9%. L'agricoltura rappresenta il 5,4% del PIL (2004). Esportazioni Ceará: calzature in pelle 20,3%, crostacei 17,6%, tessuti di cotone 16,9%, anacardi 14,7%, cuoio 13,1%, frutta, succhi e miele 5,4% (2002). È uno dei soli tre Stati brasiliani che insieme producono l'intera fornitura mondiale di cera carnauba.
Quota dell'economia brasiliana: 2,04% (2010).
Tradizionalmente basato sull'agricoltura, il Ceará ha avviato un programma di industrializzazione sotto il regime militare (1964-1985) e il settore industriale continua a espandersi ogni anno. Nel 1999, l'industria rappresentava il 39,3% del PIL dello Stato.
In agricoltura, lo Stato si distingue nella produzione di anacardi, cocco, papaia, melone e fagiolo.

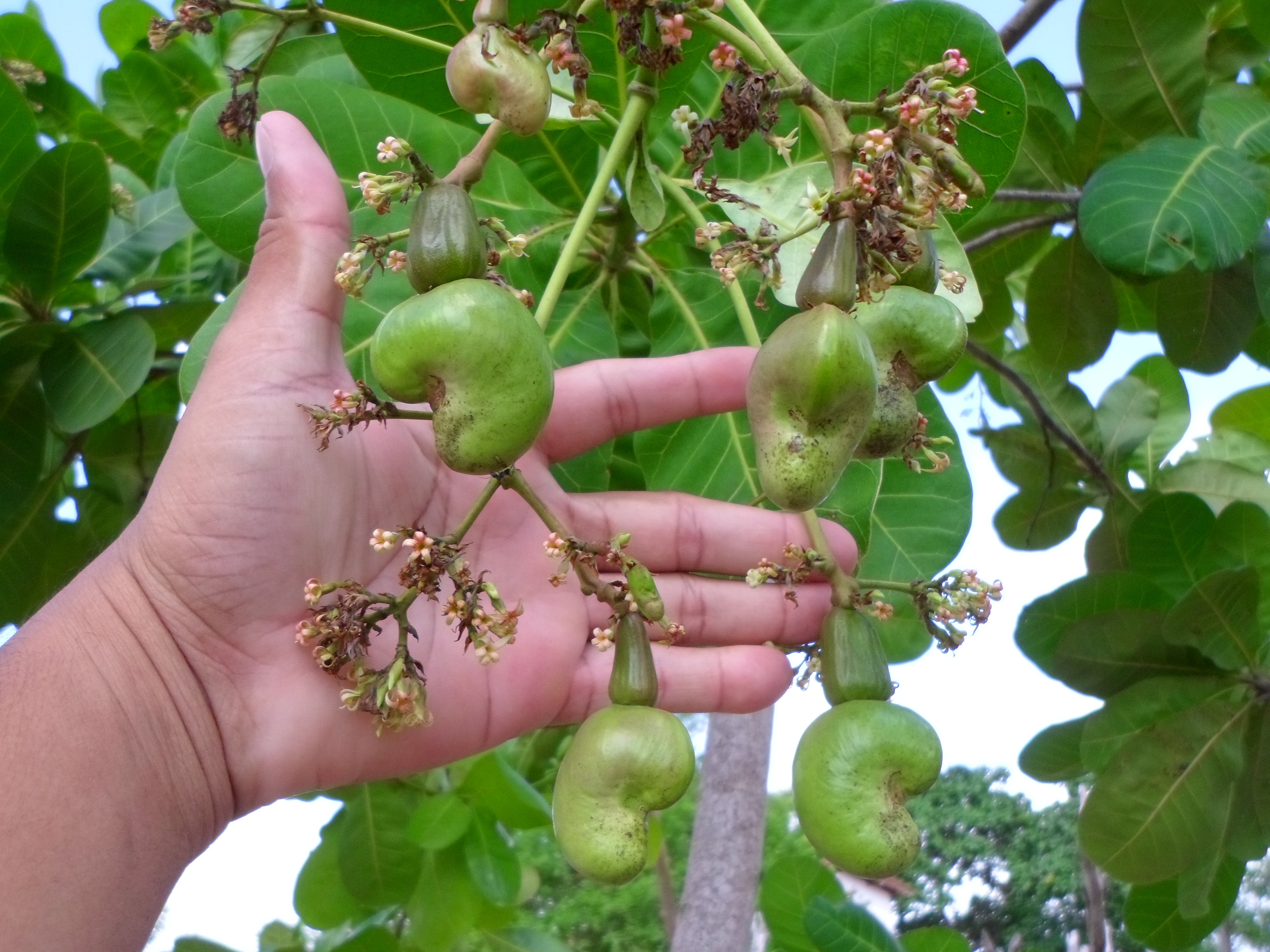
Anacardi in Ceará

La produzione di anacardi in Brasile viene effettuata quasi esclusivamente nel Nord-est. L'area occupata dagli anacardi in Brasile nel 2017 è stata stimata in 505500 ha; di questo totale, il 99,5% si trova nel Nordest. I principali produttori di questa regione sono il Ceará (61,6% della superficie nazionale), il Rio Grande do Norte e il Piauí. Tuttavia, il Brasile, che nel 2011 era il quinto produttore mondiale di noci di acagiù, nel 2016 è sceso al 14º posto, con l'1,5% del volume totale di noci prodotte nel mondo. Vietnam, Nigeria, India e Costa d'Avorio sono stati i maggiori produttori mondiali di anacardi nel 2016, con il 70,6% della produzione globale. Negli ultimi anni, c'è stata una maggiore concorrenza con alcuni paesi africani, dove i programmi governativi hanno guidato l'espansione della cultura e della capacità di elaborazione. Si stima che a 295 000 tonnellate all'anno la capacità installata per la lavorazione degli anacardi nel Nordest, tuttavia, la Regione sia riuscita a produrre solo un quarto di quella quantità. Tra i principali produttori mondiali, il Brasile ha la produttività più bassa. Diversi fattori vengono evidenziati come causa della bassa produttività e del calo della produzione brasiliana di anacardi. Uno dei motivi è che la maggior parte dei frutteti si trova in una fase di naturale declino della produzione. Inoltre, gli anacardi giganti, che sono la maggioranza nella Regione, vengono sfruttati in maniera quasi estrattiva, con scarso utilizzo di tecnologia.
Nel 2017, la regione nord-orientale è stata il maggior produttore di cocco nel paese, con il 74,0% della produzione nazionale. Bahia ha prodotto 351 milioni di frutti, Sergipe, 234 milioni e Ceará 187 milioni. Tuttavia, il settore ha subito una forte concorrenza e ha perso mercato a favore di Indonesia, Filippine e India, i maggiori produttori mondiali, che esportano persino acqua di cocco in Brasile. Oltre ai problemi climatici, la bassa produttività delle palme da cocco nella regione nord-orientale è il risultato di fattori legati alla varietà di cocco raccolta e al livello tecnologico utilizzato nelle regioni costiere. In queste zone prevale ancora il sistema di coltivazione semi-estrattiva, a bassa fertilità e senza l'adozione di pratiche di gestione culturale. I tre Stati che hanno la produzione maggiore, Bahia, Sergipe e Ceará, presentano una resa tre volte inferiore a quella del Pernambuco, che si trova al 5º posto nella produzione nazionale. Questo perché la maggior parte degli alberi di cocco in questi tre Stati si trova in zone costiere e coltivata in sistemi semi-estrattivi.
Nel 2018, la regione meridionale è stata il principale produttore di fagiolo con il 26,4% del totale, seguita dal Midwest (25,4%), dalla regione Sud-est (25,1%), dal Nordest (20,6%) e dal Nord (2,5%). I maggiori produttori nel Nordest erano Ceará e Bahia.
Nella produzione di manioca, il Brasile ha prodotto un totale di 17,6 milioni di tonnellate nel 2018. Maranhão è stato il settimo produttore più grande del paese, con 681 000 tonnellate. Il Ceará era 9º, con 622 000 tonnellate. In totale, il Nordest ha prodotto 3,5 milioni di tonnellate.
Il Rio Grande do Norte è il più grande produttore di melone del paese. Nel 2017 ha prodotto 354 000 tonnellate. La regione nord-orientale ha rappresentato il 95,8% della produzione del paese nel 2007. Oltre al Rio Grande do Norte, che nel 2005 ha prodotto il 45,4% del totale del paese, le altre 3 più grandi del paese sono state Ceará, Bahia e Pernambuco.
Nella produzione di papaya, nel 2018 Bahia è stato il 2º Stato produttore più grande del Brasile, quasi alla pari con Espírito Santo. Il Ceará era al 3º posto e Rio Grande do Norte al 4º posto.
Nella produzione di banana, nel 2018 il Ceará è stato l'ottavo più grande produttore nazionale, con 408 000 tonnellate.
Lo Stato si distingue a livello nazionale nell'allevare capre e pecore. Nel 2016, il Ceará aveva la quarta mandria di capre del paese, con 1,13 milioni di capi. Lo Stato occupava la stessa posizione nel gregge di pecore, con 2,31 milioni di animali.
La quantità di bestiame del Ceará è piccola rispetto ad altri Stati del Brasile. Nel 2019 aveva 2,4 milioni di teste. La produzione di latte è stata di 705 milioni di litri in quell'anno.
Nel 2017, il Nordest è stato il più grande produttore di gamberetti del paese. La produzione nazionale è stata di 41 000 tonnellate. Rio Grande do Norte (37,7%) e Ceará (28,9%) sono stati i maggiori produttori. Aracati, nel Ceará, è stato il comune con la più alta partecipazione.

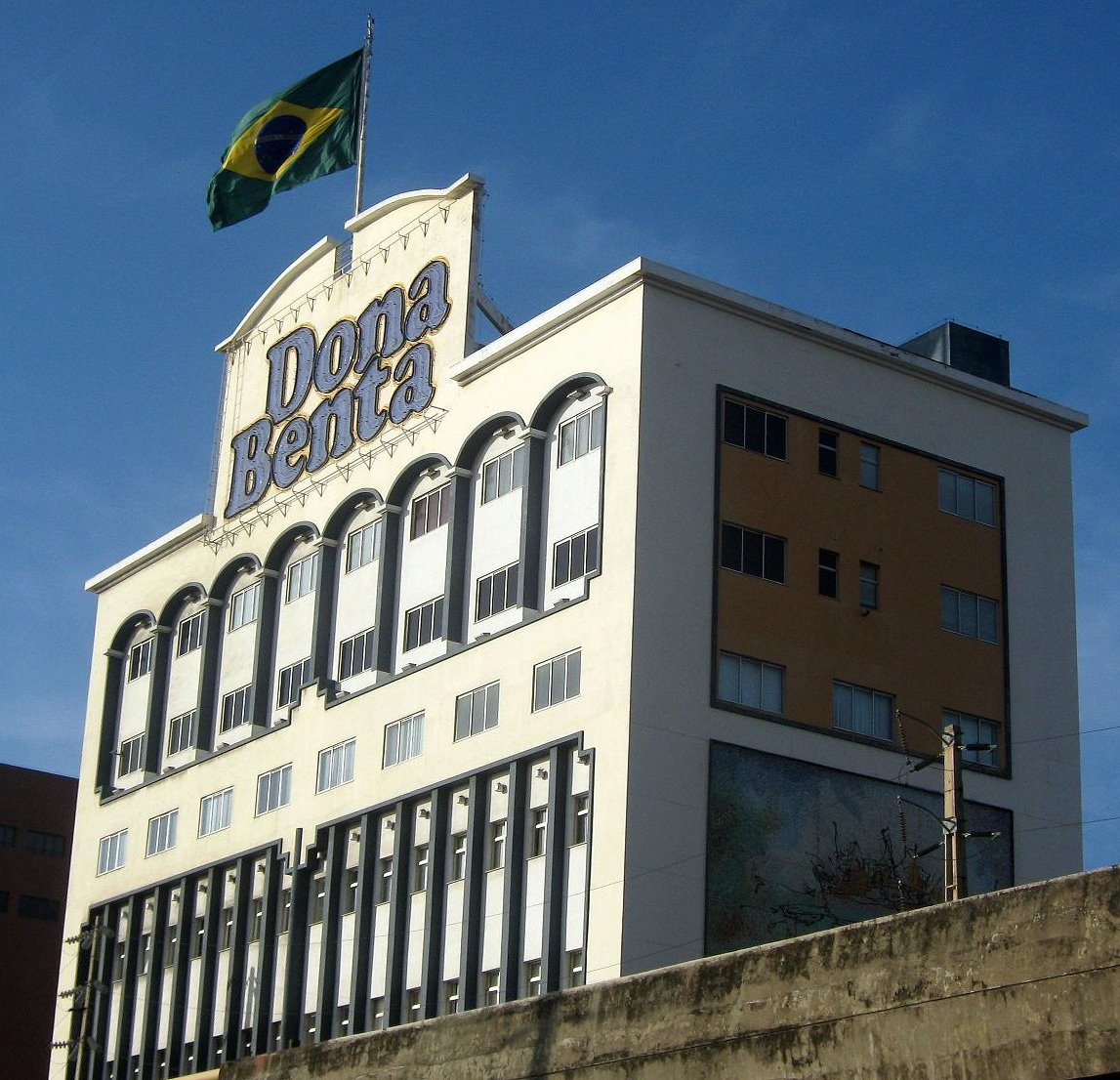
J Macêdo, una delle più grandi industrie di pasta in Brasile

Circa l'industria, il Ceará ha registrato nel 2017 un PIL industriale di 22,2 miliardi di R $, pari all'1,9% dell'industria nazionale. Impiega 296 734 lavoratori nel settore. I principali settori industriali sono: edilizia (26,2%), servizi di pubblica utilità industriale, come elettricità e acqua (22,5%), alimentare (11,0%), pelletteria e calzature (10,5%) e abbigliamento (5,5%). Questi cinque settori concentrano il 75,7% dell'industria statale.
I principali settori dell'industria del Ceará sono l'abbigliamento, l'alimentare, la metallurgia, il tessile, la chimica e le calzature. La maggior parte delle industrie sono installate nella regione metropolitana di Fortaleza, dove si trova il distretto industriale di Maracanaú. A São Gonçalo do Amarante è installata un'acciaieria, Companhia Siderúrgica do Pecém, che nel 2018 ha prodotto 2,9 milioni di tonnellate di acciaio grezzo, delle 35,4 milioni prodotte nel paese.
Alcune delle grandi aziende del Ceará con portata nazionale sono: Aço Cearense (acciaio), Companhia de Alimentos do Nordeste (cibo), Grendene (calzature), Café Santa Clara (caffè), Grande Moinho Cearense (mulino), Edson Queiroz Group (conglomerato commerciale, lavora con gas, acqua minerale, elettrodomestici, comunicazioni, istruzione, tra gli altri), industria navale del Ceará, J. Macêdo, M. Dias Branco (azienda alimentare che produce, commercializza e distribuisce biscotti, pasta, dolci, snack, farina di frumento, margarina e grassi vegetali), Troller (veicoli) e Ypióca (cachaça).
Lo Stato è generalmente povero. Secondo i dati del 2013, 396 370 persone vivono negli slum di Fortaleza. Fortaleza ha la seconda più grande popolazione in uno slum tra le città del Nordest. Il 31,6% dei residenti ha un reddito pro capite fino alla metà del salario minimo. La produttività dello Stato è piccola.

### Turismo
Turismo di genere prettamente naturalistico, e indicato per amanti del windsurf o kite surf. Nella capitale dello Stato è presente e molto marcato il fenomeno della prostituzione, che attira turismo sessuale da tutto il mondo.

## Geografia antropica

### Suddivisioni amministrative
Lo Stato è composto dalla capitale e da altri 183 comuni. I comuni sono raggruppati in 33 microregioni, a loro volta raggruppate in 7 mesoregioni. Queste due entità sono state create dall'Instituto Brasileiro de Geografia e Estatística, l'istituto nazionale brasiliano di geografia e statistica, per soli fini statistici, pertanto non individuano entità politiche o amministrative. 

#### Capitale
- Fortaleza

#### Mesoregioni
- Centro-Sul Cearense
- Jaguaribe
- Metropolitana de Fortaleza
- Noroeste Cearense

- Norte Cearense
- Sertões Cearenses
- Sul Cearense

#### Microregioni
- Baixo Curu
- Baixo Jaguaribe
- Barro
- Baturité
- Brejo Santo
- Canindé
- Cariri
- Caririaçu
- Cascavel
- Chapada do Araripe
- Chorozinho

- Coreaú
- Fortaleza
- Iguatu
- Ibiapaba
- Ipu
- Itapipoca
- Lavras da Mangabeira
- Litoral de Aracati
- Litoral de Camocim e Acaraú
- Médio Curu
- Médio Jaguaribe

- Meruoca
- Pacajus
- Santa Quitéria
- Serra do Pereiro
- Sertão de Cratéus
- Sertão de Inhamuns
- Sertão de Quixeramobim
- Sertão de Senador Pompeu
- Sobral
- Uruburetama
- Várzea Alegre